# Habitatge al carrer Seix i Faya, 18 (Tremp)
L'Habitatge al carrer Seix i Faya, 18 és un edifici de Tremp (Pallars Jussà) protegit com a Bé Cultural d'Interès Local.

## Descripció
Es tracta d'un edifici situat al carrer Seix i Faya. L'edifici consta d'una construcció que presenta un llenguatge certament eclèctic, barrejant elements classicistes i d'altres modernistes. Es segueix amb la simetria dels vans, tret característic d'aquesta època, tot i que els elements decoratius varien a cada planta. La planta baixa destaca pel revestiment amb bandes horitzontals que neixen de l'arc central. Les llindes són decorades amb relleus de motius vegetals emmarcant una petxina, elements que es repeteixen en les llindes del pis superior. Dels dos pisos superiors destaquen les balconades, que presenten un perfil ondulant. A més, la planta baixa i el primer pis són emmarcats per un trencadís policrom, a la manera modernista.